# Yakult
Yakult Honsha Co., Ltd., nota più semplicemente come Yakult (ヤクルト?, Yakuruto), è un'azienda giapponese con sede a Tokyo specializzata nel produrre l'omonimo prodotto di tipo lattiero-caseario probiotico realizzato dalla fermentazione di una miscela di latte scremato con un ceppo speciale del batterio Lactobacillus casei Shirota, creato dallo scienziato giapponese Minoru Shirota nel 1935. Voci ufficiali affermano che il nome deriva da jahurto, una parola Esperanto per "yogurt". Da allora, Yakult ha anche introdotto una linea di bevande per il mercato giapponese che contengono Bifidobacterium breve e ha utilizzato anche la sua ricerca sui lattobacilli per sviluppare cosmetici.
Più di recente la Yakult Honsha ha giocato un ruolo importante nello sviluppo del farmaco chemioterapico irinotecan.